# 민중
민중(民衆)은 인민대중의 줄임말로, 일본이나 한국에서 국가나 사회를 이루는 구성원을 가리키는 말이다. 민중사관 혹은 민중사학에는 피지배 계급인 민중을 ‘역사의 주체’로 보는 관점이 담겨 있다. 다만 민중은 피지배 상태에 자주 놓였을 뿐, 엄밀하게 말해서 피지배 계급과 동일한 뜻이라 볼 수는 없다. 귀족이나 군주 대신 민중이 지배하는 체제가 민주주의이다.

## 쓰임
민중은 특수한 조건에서 탄생한 말이었기 때문에, 본디 한자로는 ‘많은 사람들’ 정도의 뜻이었음에도, 으레 좌파 이념을 담은 말로 쓰이게 되었다. 즉 민중이란 사회 구성원 중에서도 정치로는 인권을 침해하는 불의한 정치로 탄압받고, 경제로는 자본가들에게 착취당하며, 사회로는 힘이 없고 배우지 못해서 소외되는 이들을 주로 가리킨다. 꼭 좌파가 아니더라도 군사 독재에 저항하여 민주주의를 쟁취하고자 한 민주화 운동을 펼쳤던 세력 역시도 이 단어를 사용하였다. 한편, 민중은 사회 구성원을 성별·인종 등에 관계없이 포괄할 수 있는 말이기 때문에, 좌파 진영 내부에서도 특히 민족주의에 반대하는 이들이 적극적으로 사용하였다.
민중신학에서는 출애굽기와 예수 그리스도의 갈릴래아에서의 민중운동을 근거로 민중의 의미를 계몽과 자선의 대상이 아닌, 역사를 변혁하는 세력이라는 넓은 의미로 해석한다. 안병무, 김창락과 더불어 민중신학의 창시자로 불리는 서남동 목사는 민중을 가리켜서 소외받고 탄압받는 사람들을 가리키는 말로 이해하였다.

## 같이 보기
- 인민
- 평민
- 대중
- 군중